# Шацких, Владимир Владимирович
Владимир Владимирович Шацких (род. 2 июля 1981, г. Молодогвардейск, Луганская область) — украинский борец (греко-римская борьба), чемпион мира 2000 года среди молодежи, чемпион мира 2006 года, серебряный призёр чемпионата Европы 2009 года, участник Олимпийских игр (2004, 2008).

## Награды
- Орден «За заслуги» II степени (18 ноября 2024 года) — за мужество и самоотверженность, проявленные в защите государственного суверенитета и территориальной целостности Украины, весомый личный вклад в развитие различных сфер общественной жизни в условиях военного положения, добросовестное выполнение профессиональной обязанности[2].
- Орден «За заслуги» III степени (16 августа 2021 года) — за значительный личный вклад в развитие олимпийского движения, подготовку спортсменов международного класса, обеспечение высоких спортивных результатов национальной олимпийской сборной командой Украины на ХХХІІ летних Олимпийских играх[3].